# Hedorfs Fonds Forskningspris for International Virksomhedskommunikation og Sprog
Hedorfs Fond (eller Generalkonsulinde Anna Hedorf og Generalkonsul Frode Hedorfs Fond) er en dansk fond etableret af midler fra generalkonsul Frode Hedorfs formue, realiseret efter hans død i 1961. Formuen er sammen med akkumuleret overskud fra Transportkompagniet Nord A/S overdraget Fonden. Transportkompagniet Nord blev i 1992 solgt til ASG AB, mens dets speditionsaktiviteterne blev drevet videre af DHL Express (Denmark) A/S.
Fondens formål er at virke til fremme af handel og transportvæsen ved at yde støtte til unge, som gennem udlandsophold ønsker videre uddannelse inden for sådan virksomhed.
- Specielle forsknings- eller analyseopgaver inden for handel og transport støttes.
- Hedorfs Fonds Forskningspris for International Virksomhedskommunikation og Sprog uddeles hvert andet år. (Siden 1994)
- Hedorfs Fonds Pris for Transportforskning uddeles ligeledes hvert andet år. (Siden 2005)
- Hedorfs Kollegium på Frederiksberg opført i 2009.

## Hedorfs Fonds Forskningspris for International Virksomhedskommunikation og Sprog
På et bestyrelsesmøde den 22. december 1993, det sidste i professor Jan Kobbernagels  mangeårige formandsperiode, blev det besluttet at oprette en pris ved navn Hedorfs Fonds Pris for Erhvervssproglig Forskning, som hvert andet år skal uddele et legat på kr. 75.000 under afholdelse af et festarrangement. 
Prisen har ved generalforsamlingen i 2010 ændret navn til Hedorfs Fonds Forskningspris for International Virksomhedskommunikation og Sprog.

## Sprogprismodtagere
- 1994 Professor Lita Lundquist, Handelshøjskolen i København.
- 1996 Docent Heribert Picht, Handelshøjskolen i København.
- 1998 Docent Johannes Wagner, Syddansk Universitet.
- 2000 Lektor Arnt Lykke Jakobsen, Handelshøjskolen i København.
- 2002 Professor Bodil Nistrup Madsen, Handelshøjskolen i København.
- 2004 Lektor, ph.d. Inger Lassen, Aalborg Universitet.
- 2006 Dr.ling.merc. Gyde Hansen, Copenhagen Business School.
- 2008 Professor Sven Tarp, dr.ling.merc, Handelshøjskolen, Aarhus Universitet.
- 2010 Professor Jan Engberg, Handelshøjskolen, Aarhus Universitet.
- 2012 Professor Karen Korning Zethsen, Institut for Erhvervskommunikation på Aarhus Universitet, Business and Social Sciences
- 2014 Professor Helle Vrønning Dam, Aarhus Universitet
- 2014 Professor Per Durst-Andersen, Copenhagen Business School.